# Klein Rogahn
Klein Rogahn é um município da Alemanha, situado no distrito de Ludwigslust-Parchim, no estado de Mecklemburgo-Pomerânia Ocidental. Tem 10,99 km² de área, e sua população em 2019 foi estimada em 1.321 habitantes.